# Nathan Mann
Nathan Mann, pseudonimo di Natale Menchetti (New Haven, 3 maggio 1915 – Hamden, 26 ottobre 1999), è stato un pugile statunitense.
Nato da famiglia italiana emigrata negli Stati Uniti, divenne professionista nel 1934.
Nella propria carriera, Mann vinse il titolo dei pesi massimi del New England, battendo George Fitch il 29 luglio 1940 a West Haven. Difese il titolo con successo per tre volte (l'ultima il 13 febbraio 1941 contro Charley Eagle), per poi riconquistarlo il 25 maggio 1942, a New Haven, contro Bill Weinberg. Dopo averlo difeso un'altra volta, fu definitivamente battuto da Bernie Reynolds il 18 aprile 1946.
Mann sfidò, altresì, l'allora campione del mondo dei pesi massimi Joe Louis, il 23 febbraio 1938 al Madison Square Garden di New York. Louis ebbe, tuttavia, la meglio, battendo Mann dopo averlo messo knock-out ben tre volte.